# Corpo Médico do Exército Real
O Corpo Médico da Armada Real (em inglês: Royal Army Medical Corps - RAMC) é um corpo especializado no Exército Britânico. Formado em 1898, mas com origens que datam desde a década de 1660, providencia serviços médicos a cargo do pessoal e de suas famílias na guerra e na paz. Com o Corpo Dentário da Armada Real, o Corpo de Enfermagem da Armada Real da Rainha Alexandra e o Corpo Veterinário da Armada Real, o Corpo Médico da Armada Real forma os Serviços Médicos da Armada, do exército das Forças Armadas do Reino Unido.
Como não é uma formação de combate, sob as Convenções de Genebra, os membros do RAMC podem usar armas apenas em legítima defesa.